# Kuchensingen
Das Kuchensingen ist ein besonders im Erzgebirge, Vogtland und in der Lausitz verbreiteter Brauch zur Weihnachtszeit. In anderen Regionen findet das Kuchensingen auch zu anderen Gelegenheiten, wie zur Kirmes, dem Gregoriusfest oder Silvester statt.

## Geschichte
Die Tradition des weihnachtlichen Kuchensingens geht auf eine Zeit zurück, in der der Stollen, Kuchen und das Weihnachtsgebäck aufgrund des Fehlens eines geeigneten häuslichen Backofens bei dem örtlichen Bäcker ausgebacken wurde. Neben dem Stollen wurde im Erzgebirge traditionell aus dem gleichen Teig der Ardepplkuchn (Kartoffelkuchen) hergestellt. Vorwiegend die Kinder zogen dann von Haus zu Haus und boten Weihnachtslieder dar und erhielten als Dank ein Stück oder eine Platte Kuchen.
Später gingen auch Erwachsene durch die Ortschaften, so dass es in einigen erzgebirgischen Dörfern Reglementierungen gab, wer um den Kuchen singen durfte. Bereits 1846 beschäftigten sich Verordnungen des Königreiches Sachsen mit der Frage, ob das Kuchensingen als Bettelei anzusehen sei. Das Kuchensingen gehört zu den Heischebräuchen, einem Brauchrecht, das Kindern und in einigen Gegenden auch Erwachsenen gestattet, für das Darbieten von Singstücken Naturalien zu sammeln.
Vielfach war es jedoch nur den Kindern und den Bergleuten erlaubt, in der Weihnachtszeit um den begehrten Kuchen zu singen. In den Familien wurden in der Regel drei qualitativ unterschiedliche Kuchen gebacken. Der weiße oder reene Kuchen wurde mit den wertvollsten Zutaten, wie Butterschmalz und Weizenmehl hergestellt und war für die Familie bestimmt. Den halbdicken Kuchen aus Weizen- und Roggenmehl erhielten die Bediensteten und die Kuchensänger, während für die Bettelleute, der schwarze Kuchen aus Roggenmehl gebacken wurde.
In der DDR wurde ab 1966 die Tradition des Kuchensingens in öffentlich geförderten Veranstaltungen, als Treffen von regionalen Mundartkünstlern wiederbelebt. In der Gegenwart gehört das traditionelle Kuchensingen im Erzgebirge und im Vogtland wieder zum gelebten Brauchtum in der Advents- und Weihnachtszeit.